# Prospiekt Wietieranow
Prospiekt Wietieranow (ros. Проспе́кт Ветера́нов) – dziewiętnasta i zarazem ostatnia stacja linii Kirowsko-Wyborskiej, znajdującego się w Petersburgu systemu metra. Uznawana za stację o najwyższym natężeniu ruchu pasażerskiego w byłym Związku Sowieckim i w obecnej Rosji.

## Charakterystyka
Stacja Prospiekt Wietieranow została oddana do użytku 5 października 1977 roku i jest to stacja skonstruowana w typie płytkim kolumnowym. Autorami projektu architektonicznego obecnej postaci stacji są: W. G. Chilczenko (В. Г. Хильченко), A. S. Gieckin (А. С. Гецкин) i S. P. Szczukin (С. П. Щукин). Jest ona położona w południowej części Petersburga, w pobliżu wielkich osiedli mieszkaniowych. Jej nazwa pochodzi od jednej z pobliskich ważnych arterii komunikacyjnych, prospektu Wietieranow, choć sama stacja nie jest położona przy tej ulicy. Początkowo miała ona, na cześć pobliskiej ulicy III Międzynarodówki Komunistycznej, nosić miano Ulica Trietjego Intiernacyonała (Улица Третьего Интернационала), lecz ostatecznie zdecydowano się na obecną nazwę. Została ona zbudowana w typie, który jest charakterystyczny dla wielu stacji moskiewskiego systemu metra. Jej wystrój ma być hołdem złożonym dla historii Związku Sowieckiego. Na ścianach znajdują się płaskorzeźby przedstawiające najważniejsze wydarzenia z dziejów kraju, począwszy od wystrzału z Aurory. Czarne kolumny obłożone zostały labradorem. Posadzki wyłożono płytami z szarego i ciemnego granitu, a ściany wykonane zostały z białego marmuru.
Prospiekt Wietieranow położony jest na głębokości 8 metrów. Obsługuje ona południowe dzielnice Petersburga, co sprawia, że jest stacją o najwyższym natężeniu ruchu pasażerskiego w mieście. Pod tym względem Prospiekt Wietieranow jest też uznawany za najbardziej ruchliwą stację w byłym Związku Sowieckim i obecnej Federacji Rosyjskiej. Dziennie obsługuje około 193 100 ludzi. Ruch pociągów odbywa się tutaj od godziny 6:30 do godziny 20:00 (Prospiekt Wietieranow-1) oraz od 5:38 do 00:00 (Prospiekt Wietieranow-2) i w tym czasie stacja jest dostępna dla pasażerów.